# Parese
Eine Parese (griechisch πάρεσις páresis, deutsch ‚Erschlaffen‘) ist eine unvollständige Lähmung, während vollständige (motorische) Lähmungen als Paralyse oder Plegie bezeichnet werden. Sensibilitätsstörungen (Empfindungsstörungen) zählen somit nicht zu den Paresen.
Paresen der Skelettmuskulatur äußern sich in einer Minderung der effektiven Muskelkraft. Sie haben ihre Ursache meistens in neurologischen Störungen, wobei man grundsätzlich zwei Formen unterscheidet:
- Bei einer zentralen Parese oder Zentralparese ist das 1. Motoneuron (Upper Motor Neuron, auch UMN) betroffen, das sich zwischen Motorcortex/Hirnstamm und Rückenmark befindet. Eine Verletzung des UMN führt typischerweise zu einer Beeinträchtigung der Willkürmotorik, einer spastischen Parese (genannt auch Krampflähmung) mit den Leitsymptomen erhöhter Muskeltonus (Muskelhypertonie), gesteigerte Muskeleigenreflexe, pathologische Reflexe (Babinski-Zeichen, Pyramidenbahnzeichen) und Störungen der Feinmotorik.
- Bei einer peripheren Parese dagegen ist das 2. Motoneuron (Lower Motor Neuron, auch LMN) betroffen, dessen Zellkörper (Soma) im Vorderhorn des Rückenmarks liegt, von wo aus es sein Axon zur Muskulatur aussendet. Eine Verletzung des LMN führt damit in der Folge zu einer schlaffen Parese (genannt auch schlaffe Lähmung) mit den Leitsymptomen verringerter Muskeltonus (Muskelhypotonie), Muskelatrophie, Schwächung oder Aufhebung der Muskeleigenreflexe sowie Denervierungszeichen (Faszikulationen, Fibrillationen).[3]

Seltener wird der Begriff Parese auch auf Organe mit glatter Muskulatur bezogen. Ein Beispiel ist die Bezeichnung Gastroparese für eine Magenlähmung.

## Formen

### Monoparese
Als Monoparese bezeichnet man eine unvollständige Lähmung einer Gliedmaße oder eines Gliedmaßenabschnittes.

### Diparese / Hemiparese
Als Diparese bezeichnet man eine unvollständige Lähmung von zwei Gliedmaßen (Arm und Bein) oder eines Gliedmaßenpaares (beide Beine bzw. Arme).

### Paraparese
Als Paraparese bezeichnet man die unvollständige Lähmung beider Beine (bzw. bei Tieren der Hinterbeine), z. B. als Symptom einer Querschnittlähmung mit Restmotorik.

### Hemiparese
Als Hemiparese bezeichnet man die unvollständige Lähmung einer Körperseite (Einseiten- oder Halbseitenlähmung). Ist die Körperseite komplett gelähmt, spricht man von einer Hemiplegie. Eine Hemiparese ist bedingt durch eine zentrale Läsion (z. B. Schlaganfall oder Multiple Sklerose) und tritt typischerweise auf der kontralateralen (gegenüberliegenden) Seite der Schädigung auf (Halbseitensymptomatik), da die betroffenen Nervenbahnen zur Gegenseite kreuzen und der Schädigungsort vor dieser Kreuzung liegt (siehe Kontralateralität des Vorderhirns).

### Tetraparese
Als Tetraparese (auch Quadriparese) bezeichnet man eine unvollständige Lähmung aller vier Extremitäten. Dabei wird zwischen spastischer und schlaffer Tetraparese unterschieden. Bei einer schlaffen Tetraparese ist der Muskeltonus vermindert (hypoton). Spastische Tetraparesen zeigen einen erhöhten (hypertonen) Muskeltonus.
Eine spastische Tetraparese entsteht typischerweise durch eine Schädigung des Rückenmarks oder durch einen frühkindlichen Hirnschaden. Seltener liegt eine isolierte Schädigung des Pons zugrunde. Schlaffe Tetraparesen können z. B. im Rahmen eines Guillain-Barré-Syndroms entstehen.
Tritt eine Lähmung bereits im Säuglingsalter auf, besteht wegen der fehlenden Bewegungsmöglichkeiten die Gefahr, dass sekundäre, lebenswichtige Reize nicht aufgenommen werden können. Häufig persistieren dadurch die infantilen Reflexe wie der symmetrisch-tonische Nacken-Reflex (STNR), der tonische Labyrinth-Reflex (TLR) oder der asymmetrisch-tonische Nacken-Reflex (ATNR). Betroffene haben Probleme mit der Auge-Hand-Koordination, dem Zusammenführen beider Hände und dem Überkreuzen der Körpermitte.